# 壞神經樂團
壞神經樂團（パイシンギンバンド）は、台湾の4人組バンド。2012年より活動開始。その後、正式にバンドを組み、現在「廖文強與壞神經樂團（廖文強とパイシンギンバンド）」として活動している場合が多い。
2014年8月に1stアルバム『那些你不敢解決的問題』（解決したくない問題）をリリースしてCDデビュー。

## メンバー
- 廖文強（リャウ・ウェン・チャン）- ボーカル、アコギ
- 張天偉（チャン・テン・ウエイ） - エレギ。あだ名は包子（バウ・ジ）
- 林弼達（リン・ビー・ダー） - ドラムセット、カホン、コーラス
- 石啓瑞（シー・チ・レイ） - ベース、コーラス。あだ名は端端（ドゥアン・ドゥアン）

## 略歴
メンバーは4人全員国立台湾大学の卒業生。廖文強、林弼達と張天偉（包子）の3人は同級生で、在校生時代から各自バンドを組んだり、コンテストを参加したりして、ライバルでもあって友たちでもある仲良しの関係をもっていた。
2008年から廖文強がSOLOでライブハウスで演出し始め、2009年にはミュージシャンの友たちを誘ってサポートメンバーとしてバンド活動も始めた。当時は「廖文強 & Friends」名義で、特定のメンバーで構成されていなかった。その中でギターリストの包子とドラマーの弼達がよく一緒にセッションしていて、廖文強のソロ名義の作品のアレンジや録音も参加した。2012年に、後輩であるベーシストの石啓瑞（端端）がサポートしに来たのをきっかけで正式的にバンドを組み、名前を「壞神經」とした。「壞神經」の台湾語での発音は「パイシンギン」で、漢字の通り「壊れた神経」の意味である。メンバーそれぞれ個性的で、ライブでの面白いMCや幅広くジャンルの音楽が作れることも表す遊び心も含めた名前だという。現在では「廖文強與壞神經樂團（廖文強とパイシンギンバンド）」として活動している。
2014年8月、1stアルバム『那些你不敢解決的問題』（解決したくない問題）をリリースしてCDデビュー。

## アルバム

### 那些你不敢解決的問題（解決したくない問題）
- レーベル：ソニーミュージック台湾
- 発売日：2014年8月22日

| タイトル                                                 | 作詞、作曲                             |
| -------------------------------------------------------- | -------------------------------------- |
| 《自卑》（コンプレックス）                               | 廖文強                                 |
| 《一起出發》（一緒に行こう）(feat.江松霖)                | 廖文強、江松霖、石啓瑞、林弼達、張天偉 |
| 《不去想明天會怎樣》（明日はどうでもいい）               | 廖文強                                 |
| 《轉身之後》（背を向いたら）                             | 張天偉                                 |
| 《我知道你喜歡我》（君が僕のこと好きだと僕は知っている） | 廖文強                                 |
| 《Hello(陌生的好朋友)》（Hello(馴染のない友よ)）         | 廖文強                                 |
| 《親愛的為什麼》（ねぇ、どうして）                       | 林弼達                                 |
| 《對你而言》（君にとって）                               | 廖文強                                 |
| 《最孤單的人》（最も寂しいのは...）                      | 廖文強                                 |
| 《到最後》（最後まで）                                   | 廖文強                                 |
| 《來不及》（もう間に合えない）                           | 林弼達                                 |
| 《看不見光的一端》（光が見えない所で）                   | 石啓瑞、林弼達                         |
| 《那些你不敢解決的問題》（解決したくない問題）           | 廖文強                                 |